# 西条市東予運動公園野球場
西条市東予運動公園野球場（さいじょうしとうようんどうこうえんやきゅうじょう）は愛媛県西条市にある野球場。1995年開設。
四国アイランドリーグplus・愛媛マンダリンパイレーツのホームゲームを開催している。
2017年に愛媛県で開催される第72回国民体育大会に向け、スコアボード等の改修工事が行われた。

## 施設概要

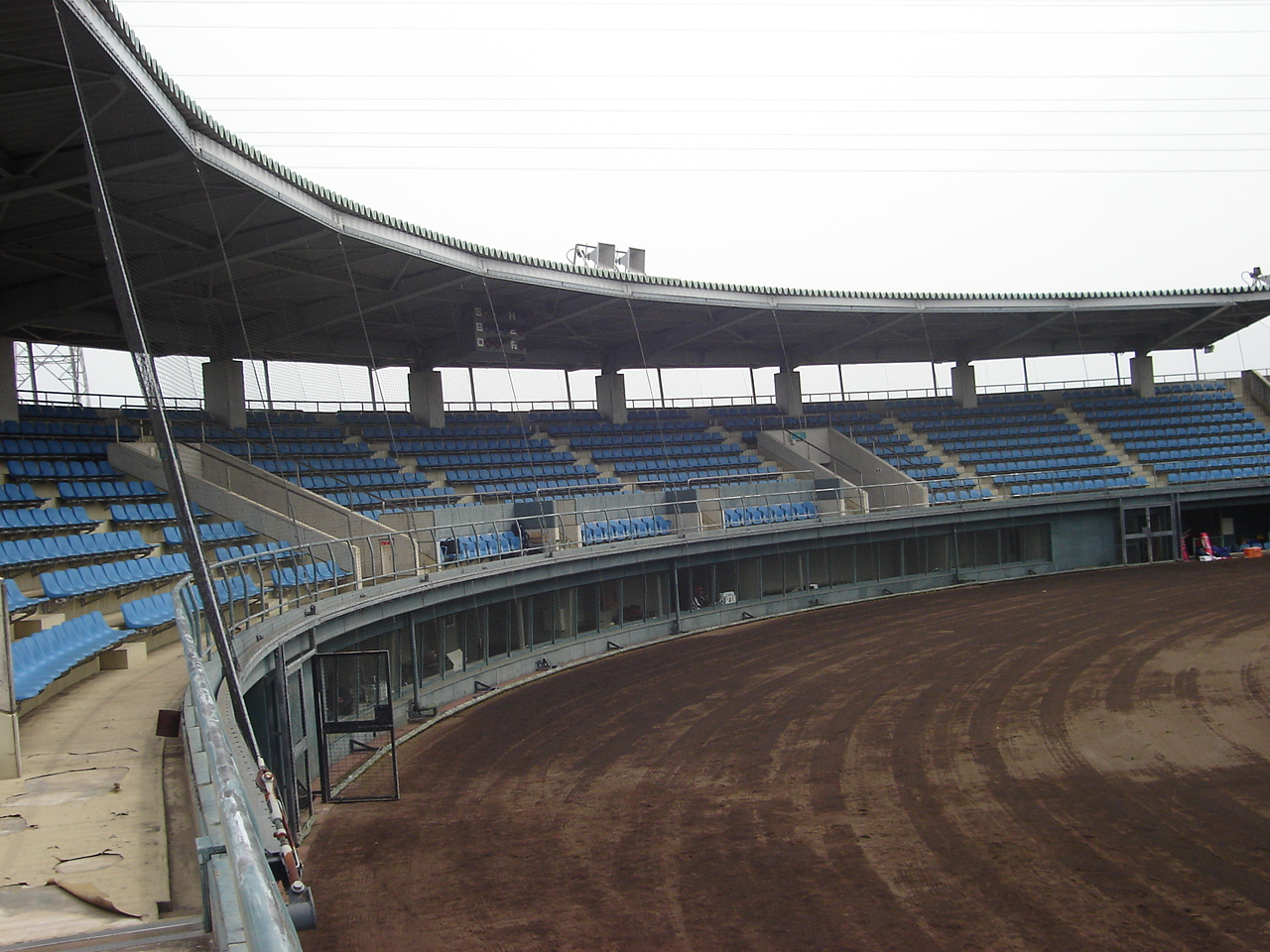
内野スタンド

- グラウンド面積13,299m2
- 両翼：97.6m、中堅：122m
- 内野：土、外野：天然芝
- 収容人員：5,000人（内野：座席　1,000人、外野：芝生席　4,000人）
- 内野スタンドに屋根あり
- スコアボード：フルカラーLED式フリーボード(2016年～）
- ナイター設備6基　照度　内野750 lx、外野350 lx

## 交通機関
- 鉄道：四国旅客鉄道（JR四国）予讃線　伊予三芳駅下車　徒歩20分
- 最寄りのインターチェンジ：今治小松自動車道　東予丹原インターチェンジ